# Donnie Edwards
Donnie Edwards, Jr. (San Diego, Kalifornia, 1973. április 6. –) amerikai amerikaifutball-játékos, aki linebacker poszton játszott.

## Út a profi karrierig
Donnie Edwards Jr. 1973-ban született a kaliforniai San Diegoban. Bár a fiatal fiú korán elvesztette apját, így is szerető és gondoskodó családi körülmények közt nőtt fel. Ez legfőképp kemény akaratú édesanyjának köszönhető, aki egyedül is képes volt Donnie mellett 8 másik gyermeket is felnevelni (összesen 4 fiút és 5 lányt, a testvérek közül Donnie volt a második legidősebb); ugyanakkor sejthető, hogy Donnie is sokat segített neki ebben.
A fiatal Edwards korán kezdte a sportot, saját visszaemlékezése szerint már 11 éves korában egy ifjúsági ligában DL/LB pozícióban játszott – sőt, egyik első meccsén egy sack után sikerült a labdát is kiszednie a QB kezéből (aki egyébként lány volt), és így visszafutva TD-t is szerzett.
Nos, néhány éven belül a rendkívül atletikus felépítésű Edwardsnak már keményebb konkurencia ellen is bizonyítania kellett – a középiskolai évek után a UCLA ajánlott neki ösztöndíjat. Edwards a futball mellett a baseballcsapatban is játszott 1B, 3B és OF pozícióban, ám igazi szerelme az amerikai futball maradt, és a UCLA csapatában remek linebacker vált belőle.
A Bruins történetében a harmadik legtöbb "yardot vesztő szerelést" (tackle for loss) halmozta fel (38), és az ötödik a sackek számát tekintve (21.5). Legjobb szezonjában (juniorként) 12.5 sacket szerzett, ebből 4.5-et a Southern Methodist University (SMU) ellen, ez a mai napig is UCLA rekordnak számít. Emellett 12 forced fumblet és 6 interceptiont is begyűjtött, ám sajnos utolsó évében megsérült, és bár a potenciálját sokan felismerték, nem mindenki volt elragadtatva Edwardstól. Sokan túlságosan aprónak tartották, és inkább safety pozícióra szánták, míg mások, mint például az egyik legfőbb draftguru, Mel Kiper Jr. "overrated”-nek, vagyis túlértékeltnek nevezték.
A játékos saját bevallása szerint már az első körre várta, hogy elkeljen – ám végül a nyolcadik LB-ként vitték el, csupán a 98. választottként, a 4. kör elején. Igaz ez az év rendkívül erős volt LB-ekben, a két legnagyobb név, Ray Lewis és Zach Thomas mellett Tedy Bruschi, Randall Godfrey, Carlos Emmons, Lance Johnstone, Kevin Hardy, Earl Holmes és John Mobley is ebben az évben került a NFL csapatokhoz.

## NFL Karrier

### Kezdetek az NFL-ben, pályafutás a Kansas Citynél
Edwards tehát a Kansas City csapatához került, ahol már számtalan szolid LB volt a keretben, így a játékosnak nem sikerült rögtön a kezdőcsapatba verekednie magát. Az első évben főképp backupként számítottak rá, ám a második esztendőben, az 1997-es szezonban aztán sikerült utat találnia a kezdőcsapatba. Ebben az évben sikerült számára az áttörés, 101 szerelése mellett 2.5 sacket és 2 INT-t is szerzett. Ekkor még a nagyszerű Derrick Thomas mellett először középen, MLB pozícióban játszhatott, a másik oldalon pedig előbb Anthony Davis, majd Marvcus Patton volt a társa. (Később aztán az is előfordult, hogy gyakran kitolták OLB pozícióba, és WLB pozícióban is bizonyította tehetséget a 4-3-as alapfelállásban.)
Edwards pedig ahogy beletanult Gunther Cunningham szisztémájába, egyre jobb játékossá vált, az 1998-as évad során már több mint 120 tacklet és 6 sacket is szerzett. 1999-ben pedig megmutatta, hogy a passz elleni védekezésben is kitűnő teljesítményre képes: ezt 5 interceptionnel bizonyította, melyek egyikéből TD-t is elért. Bár Edwards a további években folytatta kiváló teljesítményét, és egyre több szerelést szerzett évente, a körülötte lévő védelem továbbra is a liga egyik leggyengébb alakulatának számított, így nem csoda, ha az egyéni és csapatsikerek elkerülték. Az edzőcserék ellenére (1999-ben Cunningham, 2001-ben Dick Vermeil érkezett vezetőedzőnek), a csapatnak az 1997-es csoportelsőséget többé nem sikerült megismételnie. Ráadásul ugyan a legtöbb kritikus kezdte elismerni és a legkiválóbb linebackerek közt emlegetni Donnie-t (főképp a passz elleni védekezéséről áradoztak, Derrick Brookshoz hasonlították a Chiefs játékost), a szélesebb körű elismerés még sokáig váratott magára.

### A második ötéves terv – új szerepben a divízióriválisnál
Miután Edwards 4 éven át vezette a klubot szerelésekben és a védelem egyik vezérévé vált, a 2001-es szezon után lejárt a szerződése és szabadügynökké vált. Némi meglepetésre a Kansas City nem tett neki olyan ajánlatot, ami maradásra ösztökélte volna, így a LB tovább állt az egyik csoportriválishoz és visszatért szülővárosába, San Diegóba. Nem kis szerepet játszott a csapatváltásban az a tény, hogy Edwards első NFL (fő)edzője, Marty Schottenheimer épp abban az évben kapta meg a Chargers főedzői posztját; az ő hívására Donnie nagy örömmel költözött San Diegóba.
Itt olyan LB-k lehettek társai, mint a kiváló Junior Seau, Ben Leber és Carlos Polk, később pedig Stephen Cooper. Kezdetben a Chargers is 4-3-as szisztémát alkalmazott, ahol Donnie az MLB pozícióba került. Edwards ott folytatta, ahol Kansas City-ben abbahagyta, már első szezonjában a 128 szerelés mellett pályafutása során másodszor is sikerült 5 INT-t szereznie egy évad során, sőt ebben az évben 2 TD-t után is ünnepelhetett: egy 20 yardos INT return és egy 82 yardos fumble return jelentették a két 6 pontot érő akciót, utóbbi csapatrekordnak számít.
2003-ban aztán Edwards lett a csapat vezére, miután Seau a Dolphinshoz távozott, és a játékos a nagyobb felelősség terhe alatt sem okozott csalódást, sőt egyenesen remekelt! A szezon során összesen 162 tacklet gyűjtött össze (csak összehasonlításképpen, Ray Lewis ebben az évben 163 tackle-lel zárt), ráadásul mindezt úgy, hogy Seau korábbi pozíciójában, vagyis weakside linebackerként játszott mind a 16 meccsen – ez bődületes adat, mert a WLB általában kevesebb szerelési lehetőséghez jut. Ráadásul Donnie a 16 meccsből 9-en szerzett legalább 10 szerelést, idénybeli rekordját a csoportrivális Denver elleni 18 jelentette novemberben.
2004-től aztán változás történt San Diegoban, amikor Wade Phillips személyében új védőedző érkezett a városba. Phillips bevezette a 3-4-es védőfelállást (ebben az idényben épült be a csapatba Steve Foley és Randall Godfrey), amelyben Edwards az IWLB pozícióba került, vagyis belső linebackernek a gyönge oldalra. Sokan várták, hogy a 4 LB közt jobban megoszlanak majd a statisztikák, ám Edwards a védelem domináns figurájává nőtte ki magát, és 150 szerelése mellett (ebből a pályafutásának rekordját jelentő 20-at a Broncos elleni 20-17-es, győztes decemberi találkozón érte el) karrierje során már harmadszor szerzett 5 INT-t egy évben – ezzel nem sok LB dicsekedhet el, az aktív linebackerek közül pedig rajta kívül senki sem. Ebben az évben ráadásul a Chargers a divíziót is megnyerte, ám a Marty Schottenheimert üldöző playoffbeli pechszéria miatt Edwards ezúttal is csak 1 meccs erejéig élvezhette a rájátszás atmoszféráját. 2005-ben két kiváló passrusher, Shawne Merriman és Shaun Phillips érkezett a csapathoz, így Edwards-nak némileg könnyebbé vált a dolga: nem csoda hogy a kiváló LB ismét remekelt, és sorozatban harmadik szezonját produkálta, amikor is több mint 150 szerelést jegyezhettek fel neve mellett. Ebben az idényben karácsony napján egykori csapata, a Chiefs ellen parádézott: összesen 18 szerelést jegyzett, ráadásul egy kivételével az összes egyéni szerelésnek számított: a 17 solo tackle sem mindennapi teljesítmény.
A 2006-os adatai első ránézésre csalókának tűnnek, hisz Donnie "csak” 141 szerelést hajtott végre, ebben a tavalyi szezonban is akadtak fényes pillanatok a játékos életében. Nem meglepő módon egy újabb hihetetlen decemberi meccsen ismét 18 szerelést jegyzett, és a Chargers ebben az évben is a rájátszásba jutott – habár a Pats elleni vereségnek nem sokan örültek Kaliforniában. Ugyanakkor a játékos már szeptemberben igazi sporttörténelmet írt: a Chiefs ellen szerzett fél sackjével Edwards bekerült abba az igencsak exkluzív társaságba, amelyet 20/20 Club néven ismernek; vagyis a tagok NFL karrierjük során 20 sacket és 20 INT-t szereztek. Donnie Edwards volt a kilencedik játékos, aki ebbe a körbe bekerült, és a jelenlegi aktív LB-k közül rajta kívül csak Ray Lewis tagja ennek az elit körnek. (A klub többi tagja a még szintén aktív Rodney Harrison és Ronde Barber, valamint Jack Ham, Seth Joyner, William Thomas és Wilber Marshall linebackerek, illetve LeRoy Butler safety.)
A jelenleg aktív LB-k közül 27 labdalopásával (interception) Donnie Edwards a listavezető.
A 2006-os szezon végeztével Edwards szerződése lejárt, és a Chargers vezetősége (igencsak meglepő módon) úgy döntött nem fog újabb szerződést kötni a linebackerrel. Ezt használta ki korábbi csapata, és a Kansas Citynek sikerült visszacsábítania a remek játékost. Valószínűnek tűnik, hogy a 3 évre megkötött 13.5 milliós (ebből 7.5 millió garantált) szerződés lesz Edwards utolsó NFL kontraktusa, és a 34 éves játékos ezután a három év után fog visszavonulni, épp abban a városban, ahol profi pályafutása kezdődött.

## Értékelés
Mint láthattuk, Donnie Edwards a liga egyik leggyorsabb és legsokoldalúbb linebackerének számít. Több mint egy évtizeden át gyenge védelmek vezéralakjaként tündökölt, nem is akármilyen módon játszott az AFC nyugati divíziójának két csapatában.
Sőt, észrevehettük azt is, hogy Edwardstól igen gyakran be-becsúszott egy-egy hihetetlen meccs az évad vége felé, sokan igazi „playmaker”-nek is nevezték – vagyis olyan játékosnak, aki képes egy-egy mérkőzés menetét teljesen megváltoztatni.
Ilyen előzmények után egyenesen szégyenletes, hogy Edwards mindössze 1 Pro Bowl-ra kapott meghívást (oda is csak mint második tartalék jutott el), hiszen könnyen lehet, hogy egy olyan játékosról beszélünk, aki teljesítményével akár a Hírességek Csarnokába is bekerülhetne (illetve bekerülhetett volna, ha több elismerést kap pályafutása során – Derrick Brooks bejutása Canton-ba majdnem biztosra vehető számtalan Pro Bowl meghívása miatt, sajnos Donnie Edwardsé igencsak kétséges.)
Az is igencsak sokat sejtet, ha egy weboldal gyengeségei közt olyan dolgokat listáz, hogy Donnie allergiás a fűre (ezért visel mindig hosszú ujjas ruhákat is.) Ennek ellenére Edwards egészségi gondokkal és sérülésekkel sem küzdött pályafutása során, mióta kezdőnek számít, az elmúlt 10 évben mindössze egyetlen meccset volt csupán kénytelen kihagyni!
Ráadásul Edwards nemcsak mint játékos, hanem mint ember is kiváló (ez üdítő kivételnek számít a mai korszak számtalan, kevéssé nemes lelkületű NFL játékosa közt) – rendkívül fontosnak tartja az oktatást, ezt sosem felejti el interjúiban hangsúlyozni, és számtalan jótékonysági alapítványban is szerepet vállal, melyek legtöbbjében a gyerekek támogatásával és jövőjével foglalkozik.